# Lacuisine
Lacuisine (Waals: La Keujine) is een plaats in de Belgische provincie Luxemburg en een deelgemeente van Florenville in het arrondissement Virton. Lacuisine ligt aan de N84 naar Neufchâteau. De deelgemeente ligt in de meanders van de Semois en omvat verder nog de gehuchten Azy, Laiche, Martué en Le Menil.

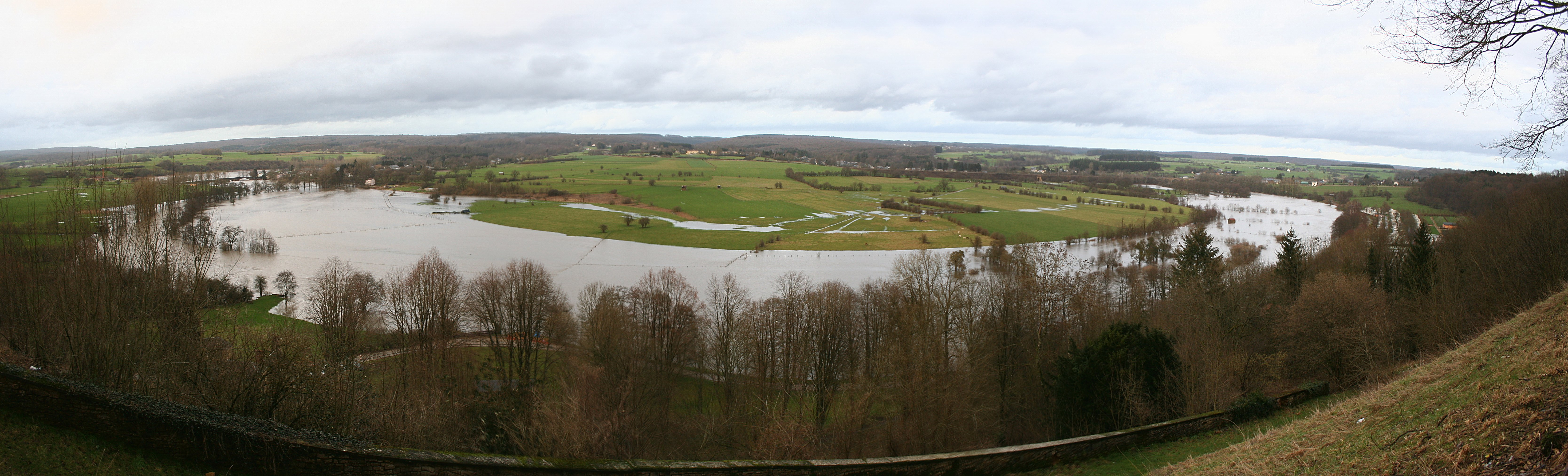
Een meander van de Semois

## Geschiedenis
Bij de gemeentelijke herindeling van 1977 werd Lacuisine een deelgemeente van Florenville.

## Demografische ontwikkeling
- Bronnen:NIS, Opm:1831 tot en met 1970=volkstellingen

## Bezienswaardigheden

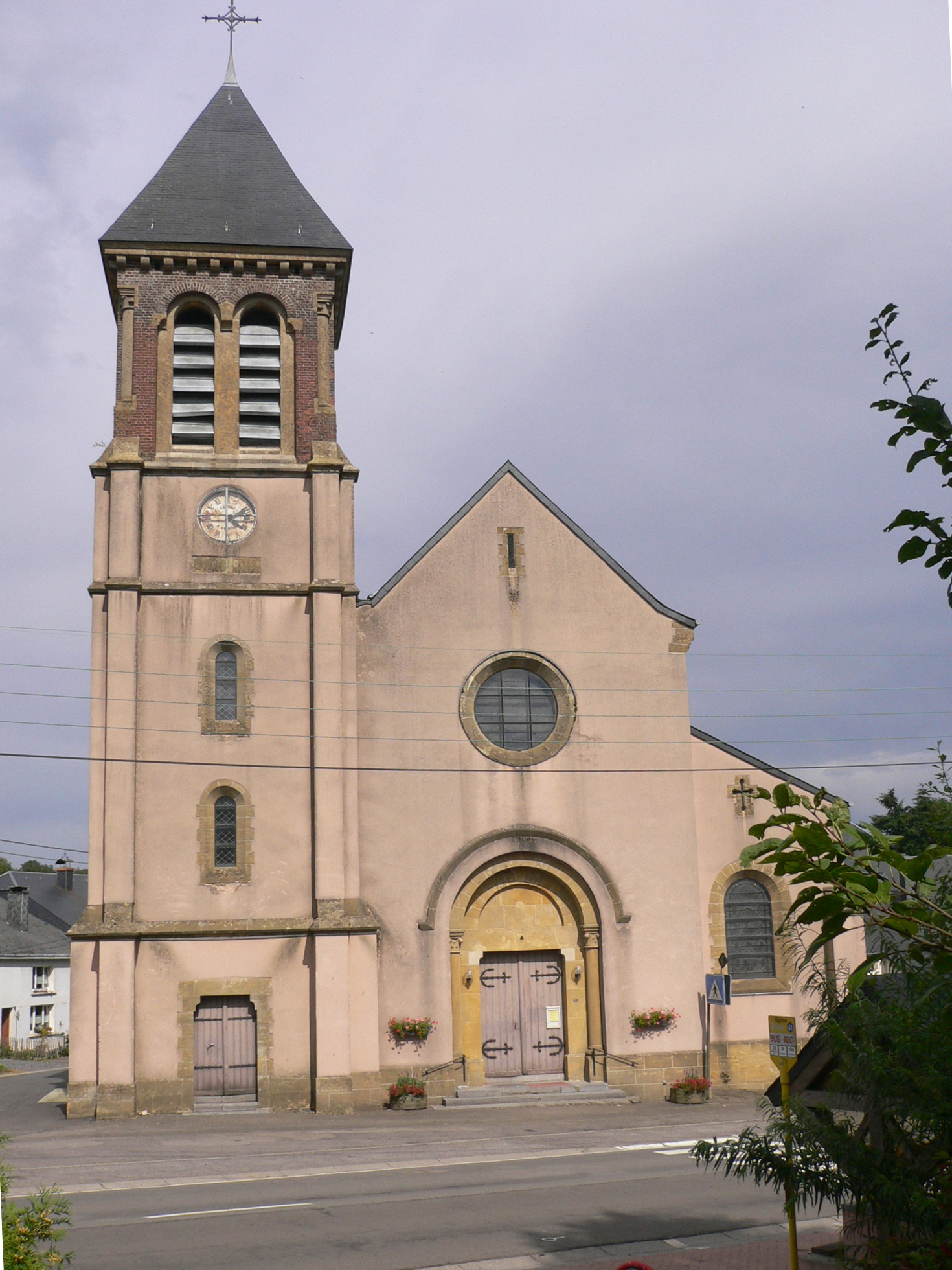
Église Saint-Nicolas

- De Église Saint-Nicolas

Deelgemeenten: Chassepierre · Florenville · Fontenoille · Lacuisine · Muno · Sainte-Cécile · Villers-devant-Orval

Overige dorpen: Azy · Conques · Laiche · Martué · Lambermont · Le Menil · Watrinsart

Belgische gemeenten · Arrondissement Virton · Luxemburg · Wallonië